# William Butterfield

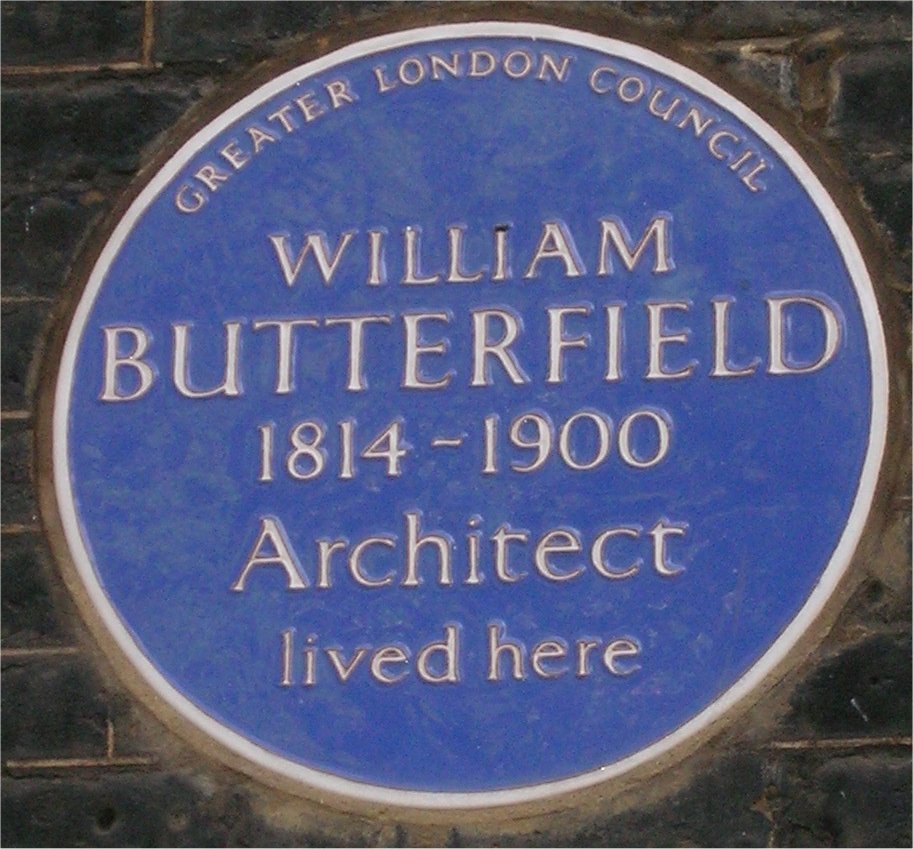
Niebieska plakieta upamiętniająca miejsce zamieszkania Williama Butterfielda w Londynie

William Butterfield (ur. 7 września 1814 w Londynie, zm. 23 lutego 1900 tamże) – angielski architekt neogotycki.

## Życiorys
Projekty Butterfielda charakteryzują żywe, agresywne formy i użycie wielokolorowej, profilowanej cegły (np. kościół Wszystkich Świętych na Margaret Street w Londynie, 1849–1859 i Keeble College w Oksfordzie, 1870–1877). Tworzył szkoły, plebanie, wiejskie domy utrzymane w funkcjonalnym, świeckim stylu antycypującym prace Philipa Webba i innych architektów grupy Arts and Crafts.

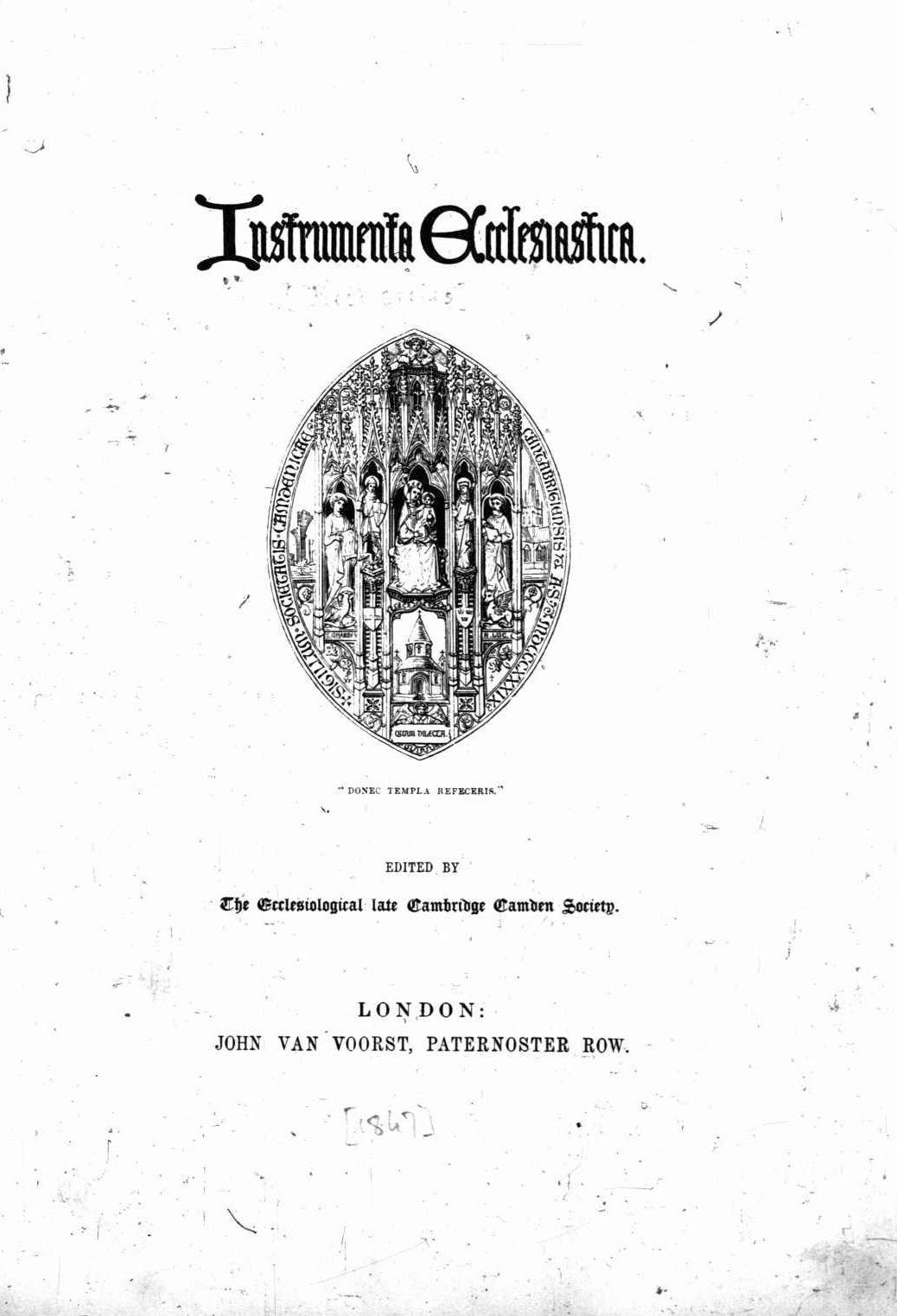
Instrumenta Ecclesiastica, 1847